# Ochrona użytków rolnych
Ochrona użytków rolnych – program działania w rolnictwie mający na celu ograniczenia wyłączania z produkcji rolnej gruntów stanowiących użytki rolne realizowany na podstawie uchwały z 1966 i obowiązującej do 1972. Dotyczył ochrony użytków rolnych położonych w granicach administracyjnych miast, osiedli i gromad.

## Użytki rolne na cele niezwiązane z produkcja rolną
Na cele niezwiązane z produkcją rolniczą przeznaczano nieużytki oraz użytki rolne słabszej jakości, to jest grunty wykazane w ewidencji gruntów w klasach V i VI. 
Przeznaczenie użytków rolnych dobrej jakości, to jest gruntów wykazanych w ewidencji gruntów w klasach I-IV na cele niezwiązane z produkcją rolniczą, następowało:
- jedynie w razie braku nieużytków lub użytków rolnych słabszej jakości,
- w przypadkach uzasadnionych szczególnie ważnymi względami ogólnopaństwowymi lub ekonomicznymi.

Obszary użytków rolnych przeznaczanych na cele niezwiązane z produkcją rolniczą ograniczano do najmniejszych niezbędnych rozmiarów. Przeznaczanie użytków rolnych na cele niezwiązane z produkcją rolniczą wymagało w każdym poszczególnym przypadku uzgodnienia z właściwym do spraw rolnych organem prezydium wojewódzkiej lub powiatowej rady narodowej.
Przepisy związane z uchwałą  stosowano przy:
- opracowywaniu miejscowych planów zagospodarowania przestrzennego,
- projektach wyznaczenia terenów budowlanych na obszarach wsi,
- wydawaniu decyzji o lokalizacji szczegółowej inwestycji,
- zmianie sposobu wykorzystania terenu w razie braku zatwierdzonego planu zagospodarowania przestrzennego.

## Zespoły do spraw ochrony użytków rolnych
W celu przeprowadzenia doraźnej analizy miejscowych planów zagospodarowania przestrzennego oraz opracowania wniosków co do potrzeby doraźnej aktualizacji tych planów, prezydia rad narodowych powoływały zespoły do spraw ochrony użytków rolnych, w składzie:
- członek prezydium rady narodowej, któremu podlegają sprawy rolne - jako przewodniczący,
- przedstawiciel organów prezydium danej rady narodowej właściwych do spraw rolnych,
- przedstawiciel organu planowania gospodarczego,
- przedstawiciel miejscowego planowania przestrzennego,
- przedstawiciel organów właściwych do spraw gospodarki komunalnej,
- przedstawiciel inwestora zainteresowanego realizacją inwestycji na obszarze objętym planem.

## Zadania prezydiów rad narodowych
Prezydium właściwej rady narodowej, kierując się zasadami określonymi uchwałą zarządzały:
- opracowanie wniosków o wyłączenie z granic administracyjnych miast i osiedli terenów położonych poza zasięgiem zainwestowania miejskiego, w razie gdy tereny te obejmowały całe gospodarstwa, zespoły gospodarstw lub państwowe grunty rolne;
- opracowanie dla poszczególnych miast i osiedli planów perspektywicznych, z wnioskami o wyłączenie terenów położonych poza zasięgiem zainwestowania miejskiego,
- opracowanie  planów perspektywicznych z uwzględnieniem zamierzeń inwestycyjnych określonych w narodowym planie rozwoju gospodarki,
- przeprowadzenie kontroli wykorzystania terenów zakładów przemysłowych, obiektów składowych, w celu ustalenia, czy są właściwie i oszczędnie wykorzystywane te tereny, na których zgodnie z dotychczas wydanymi decyzjami lokalizacyjnymi inwestycja została już zrealizowana, jest w trakcie realizacji lub ma być zrealizowana w przyszłości.

Prezydia powiatowych rad narodowych ze względu na potrzebę współudziału właściwych do spraw rolnych organów prezydiów rad narodowych w zakresie gospodarki terenami w miastach i osiedlach - nie objętymi programem rozwoju funkcji miejskich w planach zagospodarowania przestrzennego - podejmowały uchwały zobowiązujące właściwe do spraw gospodarki komunalnej organy prezydiów rad narodowych do uzgadniania decyzji w zakresie gospodarki tymi terenami z organami właściwymi do spraw rolnych.

## Zadania Ministra Komunikacji
Ministerstwo Komunikacji w porozumieniu z Ministrem Rolnictwa zarządzał:
- właściwe zagospodarowanie istniejących pasów drogowych i kolejowych oraz gruntów przeznaczonych na rozbudowę przyszłych tras komunikacyjnych, pozostających w zarządzie administracji drogowej i kolejowej,
- przekazywanie organom administracji rolnej gruntów zbędnych dla celów drogowych w wyniku likwidacji odcinków dróg publicznych, po technicznej ich rekultywacji,
- zrewidowanie celowości utrzymania dotychczasowej szerokości pasów drogowych.

Grunty, które utraciły charakter użytków rolnych na skutek działalności gospodarczej (górniczej, przemysłowej), podlegały rekultywacji zmierzającej do przywrócenia im odpowiedniej zdolności produkcyjnej lub użytkowej w drodze właściwych zabiegów technicznych i biologicznych.
Do rekultywacji użytków rolnych obowiązane były jednostki organizacyjne, które na skutek swej działalności doprowadziły do zmiany charakteru tych użytków. Prawidłowość przywrócenia terenom poeksploatacyjnym charakteru użytków rolnych i odpowiedniej zdolności produkcyjnej lub użytkowej ustalały właściwe do spraw rolnych organy prezydiów rad narodowych.

## Opłaty za użytki rolne
Za użytki rolne, przekazane w użytkowanie bądź nabyte w trybie przepisów o wywłaszczeniu na cele nierolnicze, wprowadzono coroczną opłatę. 
Opłatę ustalano:
- za użytki na obszarze gromad - w wysokości 10% ceny tych użytków,
- za użytki na obszarze miast i osiedli - w wysokości opłat pobieranych za tereny państwowe oddane w użytkowanie organizacjom społecznym.

Ponadto za ponadnormatywne obszary użytków rolnych roczna opłata zwiększano o 100 do 200%, przy czym obowiązek uiszczania podwyższonej opłaty ustalano z chwilą, gdy użytkownik zrzekł się ponadnormatywnego obszaru użytków rolnych lub zagospodaruje go rolniczo.

## Zniesienie ochrony użytków rolnych
Na podstawie uchwały Rady Ministrów z 1972 r. w sprawie utraty mocy obowiązującej niektórych uchwał Rady Ministrów, Prezydium Rządu, Komitetu Ekonomicznego Rady Ministrów i Komitetu Ministrów do Spraw Kultury, ogłoszonych w Monitorze Polskim zniesiono regulacje związane z ochroną użytków rolnych.